# UFC Fight Night: Maia vs. Shields
UFC Fight Night: Maia vs. Shields (también conocido como UFC Fight Night 29) fue un evento de artes marciales mixtas celebrado por Ultimate Fighting Championship el 9 de octubre de 2013 en el Ginásio José Corrêa en Barueri, Brasil.

## Historia
El evento estuvo encabezado por una pelea de peso wélter entre Demian Maia y Jake Shields, donde la tarjeta principal fue emitida por Fox Sports 1.
Se esperaba que Rony Jason se enfrentara a Jeremy Stephens en este evento. Sin embargo, ambos se retiraron debido a las lesiones y la pelea fue reprogramada para UFC Fight Night 32.
Se esperaba que Rodrigo Damm se enfrentara a Hacran Dias en el evento. Sin embargo, la pelea fue eliminada apenas unos días antes del evento después de que Damm tuviera que retirarse debido a un ataque de cálculos renales.
Thiago Silva pesó 2 libras por encima del límite de peso de 206 libras y por lo tanto Matt Hamill recibió el 25% del sueldo de Silva. Dana White también dijo que Silva sería elegible para las bonificaciones de la noche, sin importar el resultado de la pelea.

## Premios extra
Cada peleador recibió un bono de $50,000.
- Pelea de la Noche: Raphael Assunção vs. T.J. Dillashaw
- KO de la Noche: Dong-hyun Kim
- Sumisión de la Noche: No hubo premiados